# Champsosaurus
Champsosaurus is een geslacht van op een krokodil lijkende uitgestorven reptielen behorend tot de orde Choristodera. Deze reptielen leefden gedurende het Krijt en Paleoceen in waterrijke gebieden zoals moerassen en rivieren in grote delen van Amerika en West-Europa.

## Beschrijving
Uiterlijk leek Champsosaurus op de niet verwante krokodillen, wat verklaard kan worden door convergente evolutie: beide diersoorten ontwikkelden een soortgelijk uiterlijk doordat zij in een vergelijkbare omgeving leefden. Champsosaurus was echter meer verwant aan de hagedissen, wat af te leiden valt aan de schedel. Verder had dit dier ook geen gepantserde huid en zaten de neusgaten aan het eind van de snuit, in tegenstelling tot krokodillen waarbij de neusgaten boven op de snuit zitten. Champsosaurus was bijzonder groot, tot 3 meter lang. De lange, slanke kaken bevatten vele kleine, scherpe puntige tanden. Dat wijst erop dat het dier zich voedde met vissen. De achterzijde van de schedel was zeer breed voor de aanhechting van sterke kauwspieren. De poten waren bijzonder kort en stevig. Champsosaurus bewoog zich vermoedelijk door het water met golvende bewegingen van het hydrodynamische lichaam en de lange, soepele staart. Champsosaurus overleefde de massale uitsterving van het Laat-Krijt en handhaafde zich nog enkele miljoen jaren, voordat het uitstierf.

## Soorten
Het geslacht Champsosaurus omvat 16 soorten:
- C. albertensis
- C. ambulator
- C. annectens
- C. australis
- C. breficollis
- C. dolloi
- C. gigas
- C. inelegans
- C. inflatus
- C. laramiensis
- C. lindoei
- C. natator
- C. profundus
- C. puercensis
- C. saponensos
- C. tenuis
- C. vaccinsulensis

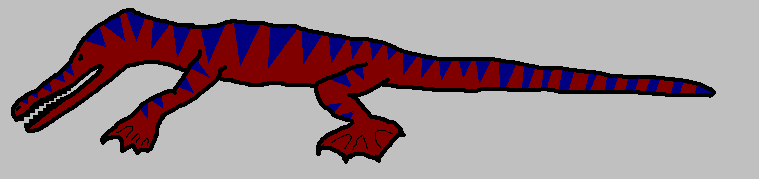
Champsosaurus natator.
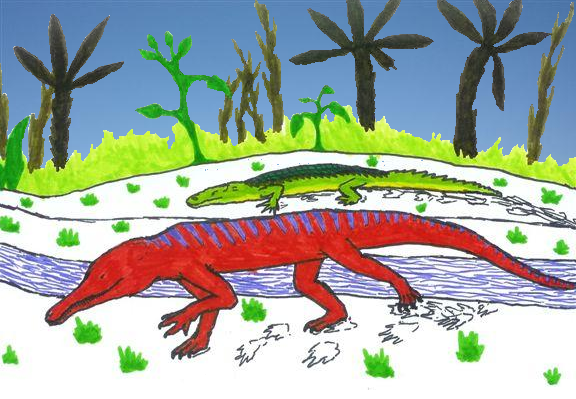
Champsosaurus gigas en op de achtergrond de krokodil Leidyosuchus.
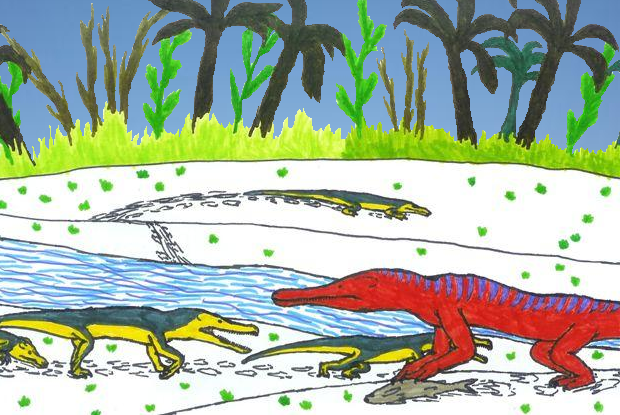
Champsosaurus gigas en op de achtergrond de verwante choristodere Simoedosaurus.
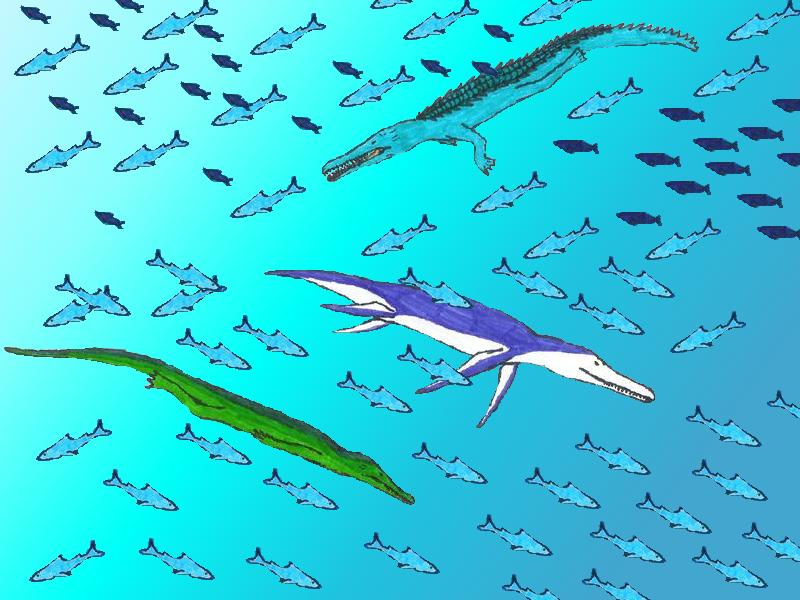
Champsosaurus albertensis, de krokodil Eothoracosaurus en de plesiosauriër Dolichorhynchops jagen op verschillende soorten vissen.
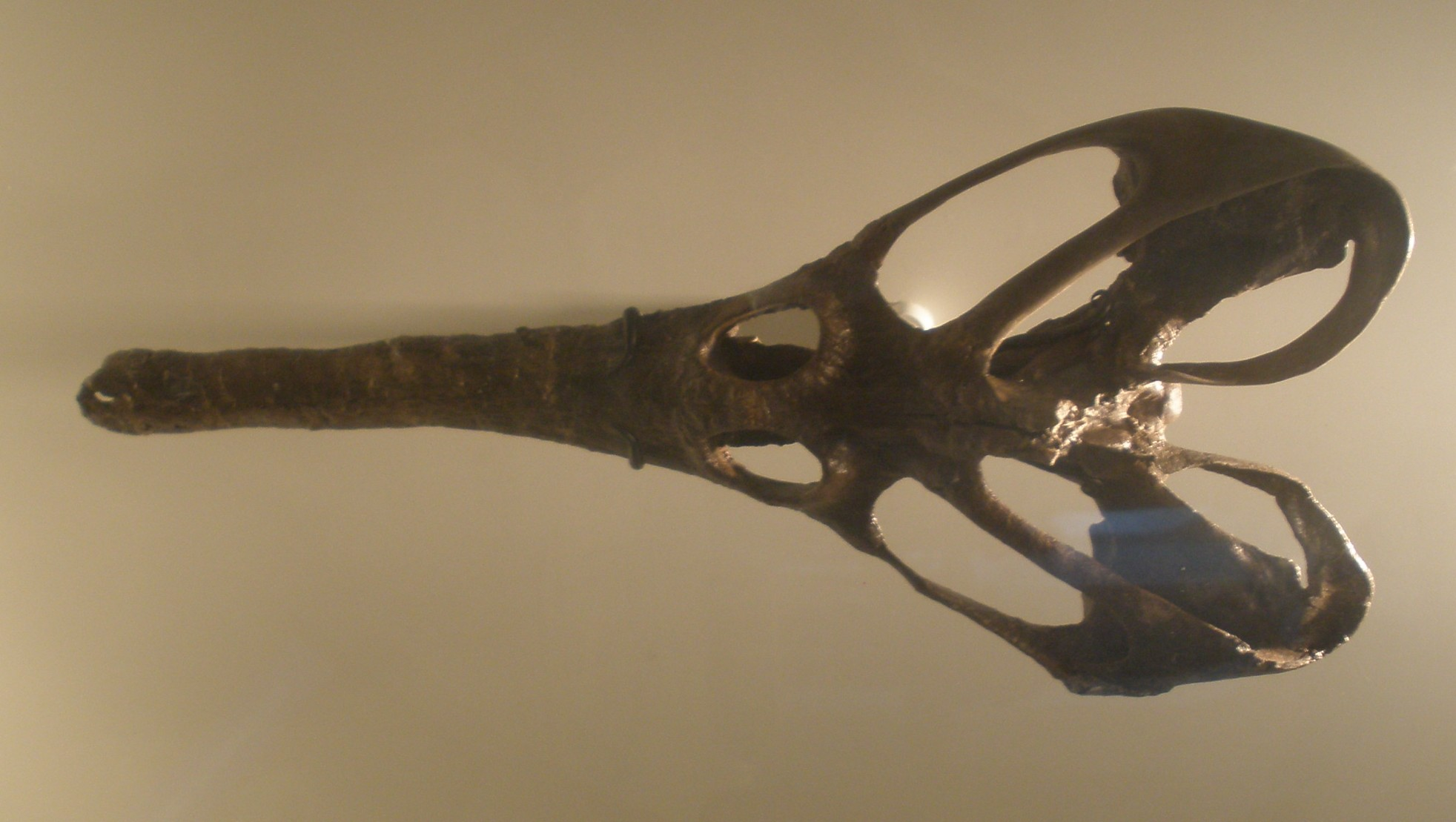
Champsosaurus laramiensis.
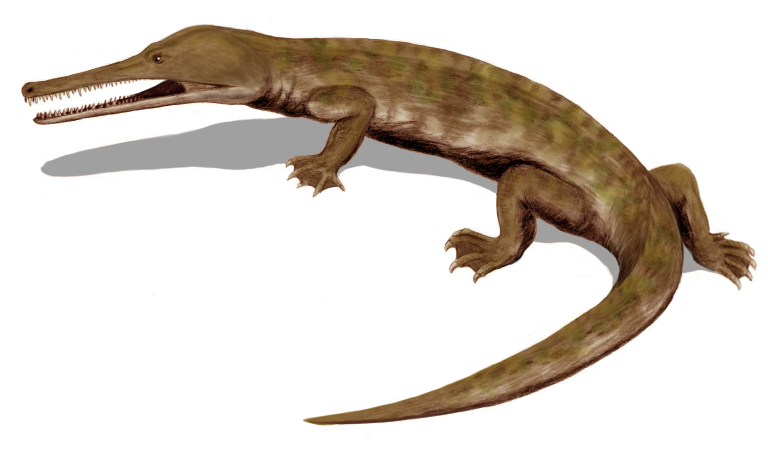
Champsosaurus dolloi.